# بيل شريدر
بيل شريدر (14 مايو 1910 في الولايات المتحدة - 1 أكتوبر 1968) (بالإنجليزية: Bill Schrader)‏ هو لاعب كرة سلة أمريكي في مركز الوسط. لعب مع Indianapolis Jets ‏.